# 土佐和成
土佐 和成（とさ かずなり、1977年11月7日 - ）は日本の俳優。ヨーロッパ企画所属。広島県福山市出身。

## 人物
2004年の第16回公演「インテル入ってない」よりヨーロッパ企画に参加。ヨーロッパ企画の母体となった同志社大学の同志社小劇場出身ではなく、角田貴志、西村直子とともにオーディション入団1期生である。なおオーディションでは一度不合格になっていたが、お手伝いでもいいので入れてほしいと頼み込んで入団した。趣味は寺社巡り、地域のイベント参加。外部の舞台やドラマなどの出演も多い。

## 出演

### テレビドラマ
- 安楽椅子探偵 ON AIR（2006年、朝日放送）
- 劇団演技者。「インテリジェンス」（2006年6月28日 - 7月26日、フジテレビ） - 藤本 役
- ロス:タイム:ライフ 第4話 - 第7話（2008年3月1日 - 15日、フジテレビ）
- 33分探偵 第5話（2008年8月30日、フジテレビ）
- 鴨、京都へ行く。-老舗旅館の女将日記- 第6話・第8話（2013年5月14日・28日、フジテレビ）
- 警視庁捜査一課9係 season8 第3話（2013年7月24日、テレビ朝日）
- だましゑ歌麿III（2013年7月27日、テレビ朝日）
- 宮本武蔵 第二夜（2014年3月16日、テレビ朝日）
- 世にも奇妙な物語
  - 世にも奇妙な物語 25周年記念!秋の2週連続SP～傑作復活編～「ズンドコベロンチョ」（2015年11月21日、フジテレビ） - 平井 役
  - 世にも奇妙な物語 2022年 夏の特別編 「電話をしてるふり」（2022年6月18日、フジテレビ） - ナンパ男 役[5]
- 趣味の園芸 京も一日陽だまり屋（2016年4月3日 - 、NHK Eテレ） - 陽田翔太 役（声の出演）[6]
- こんにちは、女優の相楽樹です。（2017年3月6日 - 20日、テレビ東京）
- 京都人の密かな愉しみ 桜散る（2017年5月13日、NHK BSプレミアム）
- 遺留捜査 第4シリーズ 第1話（2017年7月13日、テレビ朝日）
- 下北沢ダイハード 第7話（2017年9月2日、テレビ東京） - チンピラ2 役[7]
- 直撃!シンソウ坂上SP「元号をとれ！」（2019年1月10日、フジテレビ） - 毎日新聞政治部 元号特別取材班 榊直樹 役
- ちょいドラ 2019「ダークマターな女」（2019年1月12日、NHK総合）
- 大河ドラマ いだてん〜東京オリムピック噺〜 （2019年1月13日、NHK） - 美濃部盛行 役
- チャンネルはそのまま! 第3話 - 最終話（2019年3月20日 - 22日、北海道テレビ） - 熊田 役
- ザ・リアリティ・ショー～突然コマーシャルドラマ2～（2019年4月20日、フジテレビ）- 亀井プロデューサー 役[8]
- シロでもクロでもない世界で、パンダは笑う。 第3話（2020年1月26日、読売テレビ）
- 死にたい夜にかぎってショートストーリー（2020年、MBS）
- 浦安鉄筋家族（2020年、テレビ東京）
- おしゃ家ソムリエおしゃ子! 第4話（2020年、テレビ東京）
- あのコの夢を見たんです。（2020年、テレビ東京）
- 新・ミナミの帝王 銀次郎の愛した味を守れ!（2021年、関西テレビ）
- DIVER-特殊潜入班- 第3話（2020年10月6日、関西テレビ・フジテレビ） - 情報屋 役
- 全っっっっっ然知らない街を歩いてみたものの 第2話（2021年3月29日、フジテレビ）
- 警視庁ゼロ係〜生活安全課なんでも相談室〜 SEASON5 第1話（2021年、テレビ東京）
- 男コピーライター、育休をとる。（2021年、WOWOW）
- 古見さんは、コミュ症です。（2021年、NHK）
- 漂着者（2021年、テレビ朝日）
- 彼女、お借りします（2022年、朝日放送テレビ） - カラオケ店店長
- かりあげクン（2023年、BS松竹東急）[9]
- だが、情熱はある 第7話（2023年、日本テレビ） - 飲食店の店員
- あいつが上手で下手が僕で -巡巡決勝篇-（2024年 、日本テレビ） - 佐渡[10]
- バントマン 第1話（2024年10月12日、東海テレビ・フジテレビ系） - スポーツ紙記者 役[11]
- 朝日放送日曜10時（朝日放送テレビ・テレビ朝日系）
  - マイダイアリー 第5話（2024年11月24日） - 飯田 役[12]
  - こんばんは、朝山家です。（2025年7月6日 - ） - 成瀬晃一 役[13]

- ダメマネ! -ダメなタレント、マネジメントします- 第1話（2025年4月20日、日本テレビ） - クライアント・田中 役[14]
- ドラマイズム あやしいパートナー（2025年4月30日 - 7月16日、毎日放送・TBS） - 米田豊 役[15]
- ミッドナイト屋台〜ラ・ボンノォ〜 第4話（2025年5月3日、東海テレビ・フジテレビ） - 売れっ子芸人・森脇 役[16]
- 金曜ドラマ イグナイト -法の無法者- 第4話・第5話（2025年5月9日・16日、TBS）[17] - 池澤陽太 役

### 配信ドラマ
- 代償（2016年11月18日、Hulu）
- 炎の転校生 REBORN（2017年11月10日、Netflix）
- 魔!淀川キャッチボール部（2017年12月11日 - 2018年1月22日、大阪チャンネル） - フルジョウ 役
- つばめ刑事（2019年6月3日、ひかりTV / 6月8日、dTV） - 土橋 役
- ゲトレ夕暮れ大暴れ（2023年1月8日 - 、Paravi） - 志茂田茂樹 役

### 映画
- パニック・コミック（2010年、監督：松居大悟）
- 曲がれ!スプーン（2009年11月21日、監督：本広克行）
- 鍵泥棒のメソッド（2012年9月15日、監督：内田けんじ）
- 味園ユニバース（2015年2月14日、監督：山下敦広） - 刑務官 役
- TOKYO CITY GIRL「KOENJI 夢の寿命」（2015年9月5日、監督：山田能龍）
- 私たちのハァハァ（2015年9月12日、監督：松居大悟）
- バクマン。（2015年10月3日、監督：大根仁） - 斉藤 役
- ボクは坊さん。（2015年10月24日、監督：真壁幸紀）
- 恋とオンチの方程式（2016年2月20日、監督：香西志帆） - 沼田 役
- パンク侍、斬られて候（2018年6月30日、監督：石井岳龍）
- ドロステのはてで僕ら（2020年6月5日、監督：山口淳太） - 主演・カトウ 役[18]
- 思い、思われ、ふり、ふられ（2020年8月14日、監督：三木孝浩）
- 夏への扉 -キミのいる未来へ-（2021年、監督：三木孝浩）
- 零落（2023年3月17日、監督：竹中直人） - 近藤 役[19]
- リバー、流れないでよ（2023年6月23日、監督：山口淳太）漁師 役[20]

### ショートフィルム
- ハウリング（2013年） - 主演
- 予定は未定（2020年7月17日）
- MIRRORLIAR FILMS Season5「たてこもり」（2024年5月31日）[21]

### 舞台
ヨーロッパ企画の舞台の出演については「ヨーロッパ企画#演劇公演」を参照
- ラフカット2003（2003年）
- ANIMAL（2004年・ポツドール）
- 昭和島ウォーカー（2008年・東京グローブ座＋パルコPRESENT）
- CUT（2010年・OOPARTS）
- 芝浦ブラウザー（2011年・東京グローブ座＋パルコPRESENT）
- グッバイ・エイリアン（2012年・ニコルソンズ）
- 逆境ナイン（2012年6月2日 - 10日、シアターグリーンBIG THREE THEATER） - 新屋敷章 役
- TOKYOHEAD～トウキョウヘッド～（2015年・ディー・バイ・エル・クリエイション）
- 続・時をかける少女（2018年・ニッポン放送　ぴあ　イープラス）
- エーデルワイス（2019年・ブス会）
- ともだちが来た（2020年・阿佐ヶ谷スパイダース）
- 夜は短し歩けよ乙女（2021年・フジテレビ）
- チコちゃんに叱られる！on STAGE〜そのとき歴史はチコっと動いた！〜 （2022年3月） - 徳川家康  役
- カリズマ（2024年・俳優企画）[22]
- 6回の表を終わって7-0と苦しい展開が続いております（仮）（2025年・坂田足立連続デッドボール）[23]
- たもつん（2025年公演予定） - やべ先輩 役[24][25]

### CM
- 三井住友海上「GK 大きな安心」篇（2009年）
- オロナミンC（2010年）
- Y!mobile「ふてニャン 社内販売」篇（2015年）
- 6waves 三国天武〜本格戦略バトル〜
  - 「孔明の罠」篇（2016年）
  - 「推し武将」篇（2016年）
- 日清食品 カップヌードル「大坂、半端ないって」篇（2018年） - 声の出演
- 株式会社アンドパッド 「ANDPAD」（2020年）
- 大正製薬「リアップX5プラスネオ」（2020年）
- モンスターハンターライズ『心の声篇』（2022年）
- JT企業CM「森について考える午後」篇「ひろうを考える午後」篇（2022年）

### ラジオCM
- 京セラ（2007年）
- イシダのハカリ（2008年）
- NTTドコモ関西（2006年）